# Тарский, Альфред
А́льфред Та́рский, фамилия при рождении Та́йтельбаум (пол. Alfred Tarski (Tajtelbaum); 14 января 1901, Варшава, Царство Польское — 26 октября 1983, Беркли, Калифорния) — польско-американский математик, логик, основатель формальной теории истинности. Член-корреспондент Британской академии (1966).

## Биография
Альфред Тарский — урождённый Альфред Тайтельбаум — родился в обеспеченной семье польских евреев Игнаца (Исаака) Тайтельбаума (1869—1942) и Розы (Рахили) Пруссак (1879—1942), старшим из двух сыновей. Семье матери принадлежала крупная текстильная мануфактура в Лодзи, а её дед — Абрам Моисей Пруссак — основал первую в городе деревообрабатывающую фабрику. Отец был уроженцем Варшавы, по отцовской линии родственниками Тарского были философ Жанна Эрш и её брат, математик Йозеф Херш (1925—2012).
Склонность к математике впервые проявилась в школе, однако в 1918 году он поступил в Варшавский университет с намерением изучать биологию. В тот год Польша, остававшаяся до того под властью Российской империи, становится независимым государством, и Варшавский университет приобретает столичный статус. Представленный Яном Лукасевичем, Станиславом Лесьневским и Вацлавом Серпинским, университет быстро выходит в мировые лидеры по логике, основаниям математики, философии математики. Математический талант Тарского был открыт Лесьневским, который отговорил молодого Альфреда от биологии в пользу математики. Позднее под его руководством Тарский пишет диссертацию, и в 1924 году получает степень доктора философии. При этом он становится самым молодым доктором за историю Варшавского университета. В 1923 году по совету Лесьневского Альфред вместе со своим братом Вацлавом (1903—1944) принимают христианство и меняют фамилию сначала на «Тайтельбаум-Тарский», а 21 марта 1924 года на «Тарский».
После защиты диссертации Тарский остаётся работать преподавателем в университете, ассистируя Лесьневскому. За это время он публикует серию работ по логике и теории множеств, принёсших ему мировую известность. В 1929 году Тарский женится на Марии Витковской, с которой у них рождается двое детей: Ина и Ян. В августе 1939 года он отбывает в США для участия в научном конгрессе, по счастливой случайности как раз незадолго до вторжения германских войск в Польшу. Это обстоятельство, очевидно, спасло ему жизнь — за время войны почти все члены его семьи, оставшиеся в Польше, включая родителей и брата, погибли от рук нацистов. Не имея иного выбора, кроме как остаться в Соединённых Штатах, Тарский временно устраивается в Гарвардский Университет, затем меняет ещё несколько мест работы в различных университетах Америки, пока не получает наконец в 1948 году профессорскую вакансию в Беркли, где он остаётся работать до самой смерти. Здесь он создаёт свою знаменитую школу и заслуживает среди учеников репутацию строгого и очень требовательного руководителя.

## Вклад в математику
Тарскому принадлежит целый ряд результатов относительно разрешимости и неразрешимости формальных теорий в логике первого порядка. Его наиболее известными позитивными результатами в этом направлении являются теоремы о разрешимости действительной линейной арифметики, а также евклидовой геометрии. В первом случае им был разработан и успешно применён метод элиминации кванторов, который стал одним из основных методов доказательства разрешимости теорий первого порядка. Во втором случае Тарскому также пришлось разработать собственную аксиоматизацию евклидовой геометрии, которая оказалась более удачной ранее известной аксиоматизации Гильберта. Негативные результаты по разрешимости были суммированы в 1953 в работе Неразрешимые теории, где среди прочего была показана неразрешимость теории решёток, проективной геометрии и теории алгебр с замыканием.
Большое влияние оказали работы Тарского в теории множеств. Одним из его первых результатов в этой области был открытый в 1924 году совместно с Банахом парадокс Банаха — Тарского. Парадокс в сущности сводился к следующему: из шара в евклидовом пространстве можно путём операций разрезания и склейки получить два шара, по объёму равных исходному. Объяснение парадокса состоит в том, что понятие объёма не может быть адекватно истолковано для произвольных множеств, а именно такие «множества без объёма» временно возникали в процессе построения. Парадокс имел большое значение для развития теории меры.
- Аксиоматика Тарского
- Алгоритм Тарского
- Задача о покрытии полосками
- Задача Тарского по школьной алгебре
- Парадокс Банаха — Тарского
- Теорема Кнастера — Тарского
- Теорема Тарского о невыразимости истины
- Теория конкатенации Тарского

## Школа Тарского и влияние в науке
За свою жизнь Тарский подготовил в общей сложности 24 студента, которые защитили степень доктора философии под его руководством. Среди них такие известные имена как Анджей Мостовский, Дж. Робинсон, Соломон Феферман, Ричард Монтегю, Роберт Воут, а также авторы знаменитой книги «Теория моделей» Джером Кейслер и Чан Чэньчун. Кроме своих непосредственных студентов, Тарский поддерживал контакты со многими другими учёными, и оказывал существенное влияние на их деятельность. Среди таких Адольф Линденбаум, Дана Скотт, Леонард Гиллман.